# Spongiaxius brucei
Spongiaxius brucei is een tienpotigensoort uit de familie van de Axiidae. De wetenschappelijke naam van de soort is voor het eerst geldig gepubliceerd in 1986 door Sakai.